# 扎克·弗雷斯曼
扎克·弗雷斯曼（英語：Zack Fleishman，1980年3月17日—）是一位美國職業網球運動員。

## 外部連結
- 扎克·弗雷斯曼（英文/西班牙文）的官方資料
- 扎克·弗雷斯曼的國際網球總會 職業／青少年 官方資料（英文）
- 扎克·弗雷斯曼的官方資料（英文）